# Marina Statelor Confederate

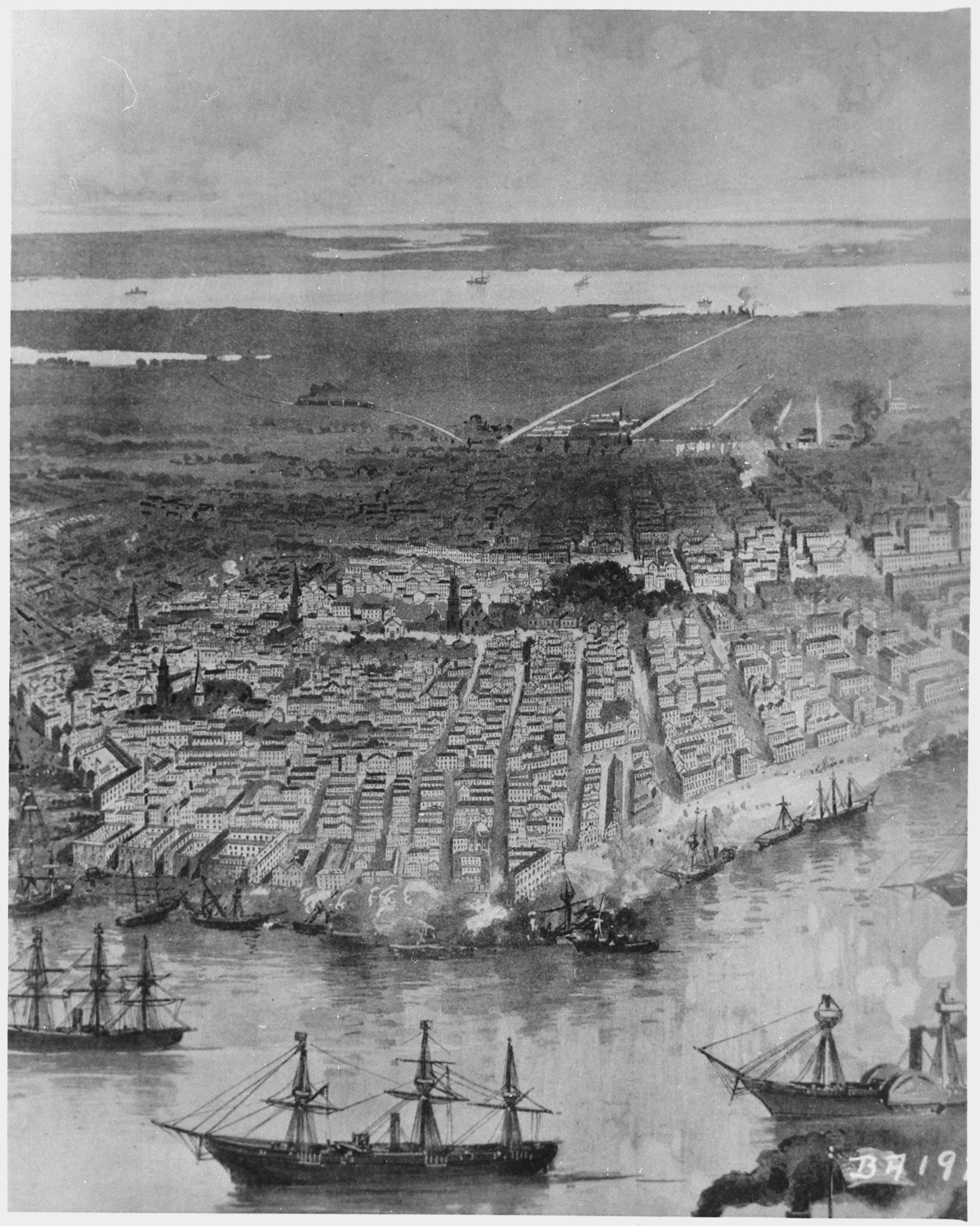
Ilustrație a flotei confederate de la New Orleans

Marina Statelor Confederate ale Americii sau Marina Statelor Confederate (în engleză Confederate States Navy, acronim CSN) a fost o parte integrantă (împreună cu forțele terestre) a forțelor armate ale Statelor Confederate ale Americii în perioada Războiului Civil American.
Corpul Marin al Statelor Confederate (în engleză Confederate States Marine Corps, acronim CSMC) a fost o componentă a Marinei Statelor Confederate, înființată printr-un act al Congresului Statelor Confederate ale Americii din 16 martie 1861. Corpul era format din 45 de ofițeri și 944 de sergenți și soldați, iar la 24 septembrie 1861, numărul soldaților și sergenților a fost extins la 1026 de persoane.
Corpul Marin al Statelor Confederate ale Americii făcea parte din punct de vedere organizațional din forțele navale. La 21 februarie 1861, Marina a fost înființată oficial printr-un ordin al Congresului Statelor Confederate ale Americii.
Responsabilitățile Marinei erau: conducerea operațiunilor navale împotriva navelor comerciale și lupta cu forțele navale ale Uniunii, apărarea golfurilor și coastelor de invaziile și debarcările inamice și ridicarea blocadelor navale.
A fost ineficientă în realizarea acestori sarcini, deoarece blocada de coastă de către Marina Statelor Unite a redus comerțul din Sud la 5% față de nivelurile sale de dinainte de război. În plus, controlul râurilor interioare și al navigației de coastă de către Marina SUA a forțat sudul să-și supraîncărce căile ferate limitate până la eșec.
Predarea navei CSS Shenandoah din Liverpool, Anglia, a marcat sfârșitul Războiului Civil American și a existenței Marinei Confederate.